# Prochilodus costatus
O Prochilodus costatus (sinônimo Prochilodus affinis), com nome popular curimatá-pioa ou curimba, é um peixe nativo do Brasil, uma das espécies endêmicas da bacia do rio São Francisco.
A espécie foi uma das bastante afetadas com a poluição provocada pelo rompimento da barragem de Brumadinho na sub-bacia do rio Paraopeba.

## Características
Assim como outras espécies da família Prochilodontidae, são peixes detritívoros que possuem adaptações anatômicas para alimentar-se dos restos de plantas e animais no leito dos rios, tais como na boca e no aparelho digestivo, tendo hábitos migratórios: foi registrado, especialmente na época de reprodução, um deslocamento de até 200 km.
Possui dimorfismo sexual: as fêmeas são maiores que os machos. Chega a atingir um peso de 6 kg, o que o torna um dos principais peixes na pesca realizada na bacia do São Francisco.